# Tufo
Tufo es uno de los 119 municipios o comunas ("comune" en italiano) de la provincia de Avellino, en la región de Campania. Con cerca de 951 habitantes, se extiende por una área de 5 km², teniendo una densidad de población de 190 hab/km². Linda con los municipios de Altavilla Irpina, Petruro Irpino, Prata di Principato Ultra, Santa Paolina, y Torrioni.

## Evolución demográfica
| Gráfica de evolución demográfica de Tufo entre 1861 y 2001 |
|                                                            |
| Fuente ISTAT - elaboración gráfica de Wikipedia            |

- Datos: Q55134
- Multimedia: Tufo / Q55134

1. ↑  Worldpostalcodes.org, código postal n.º 83010.
2. ↑  «Codici Catastali». Comuni-italiani.it (en italiano). Consultado el 29 de abril de 2017.